# Мелавская территориальная администрация
Мелавская территориальная администрация — сельское территориальное образование в Губкинском городском округе Белгородской области, включающее в себя 2 населённых пункта. Глава администрации — Гладких Людмила Ивановна.

## Состав
| Вид населённого пункта | Наименование | Население |
| ---------------------- | ------------ | --------- |
| хутор                  | Высокий      | 36        |
| село                   | Мелавое      | 511       |